# Giuvaierul palatului
Giuvaierul palatului sau Dae Jang Geum (The Great Jang Geum,  în Statele Unite ale Americii Jewel in the Palace) este un film serial sud coreean din anul 2003 produs de postul MBC (Munhwa Broadcasting Corporation).
Bazat pe figura istorică descrisă în Analele dinastiei Joseon, spectacolul concentrându-se asupra lui Jang-geum (jucată de Lee Young Ae), prima femeie medic de la palatul regal în timpul Dinastiei Joseon. Temele principale sunt perseverența ei și imaginile tradiționale culturii coreene, incluzând bucătăria regală și medicina tradițională coreeană.

## Rezumat
Povestea se desfășoară în Coreea în timpul domniilor  regelui Seongjong, regelui Yeonsan-gun (1494-1506) și a regelui Jungjong (1506-1544). Povestea începe cu Regina Yun, mama regelui Yeonsan-gun, care este otrăvită de un grup din garda imperială aflată sub comanda regelui.
După incident, un paznic imperial, Seo Cheon-Soo, care a însoțit grupul, suferă un accident în drum spre casă. El este salvat de un enigmatic ermit, care îi spune că viața lui va gravita în jurul a trei femei; una pe care el nu vrea să o omoare, dar va muri din cauza lui, altă femeie căreia vrea să-i salveze viața, dar care va muri din cauza lui, și o a treia care o să-l omoare, dar va salva multe vieți. Nu devine limpede decât mult mai târziu că cele trei femei sunt Lady Yun (mama lui Yeonsan-gun), Park Myeong-I (mama lui Jang Geum), și în cele din urmă, Jang Geum.
Primejdiile psihologice prevăzute îl fac să demisioneze. Park este o ucenică de la bucătăria regală, martoră la o conspirație a doamnei Choi împotriva Reginei Mamă. Park  Myeong-I este acuzată pe nedrept că a întreținut relații nepotrivite cu un ofițer, în cercul interior al personalului superior de la bucătărie și este obligată să bea otravă. Ea este salvată de doamna Han, cea mai bună prietenă a ei de la palat,  care îi administrează un antidot. Mai târziu, ea va fi salvată din greșeală de către pensionatul Seo. Cei doi se căsătoresc și trăiesc în secret într-un sat, ca oameni dintr-o clasă inferioară. Acolo se naște fiica lor, Seo Jang-geum.
În anul 1504 regele Yeonsangun ordonă o investigație masivă în cazul morții mamei sale și îl găsește pe Seo Cheon-Soo și familia lui, în mare parte datorită lui Jang-Geum, care spusese că familia sa nu a fost din clasa inferioară și că tatăl ei a fost ofițer militar la palat. Aceasta conduce la arestarea lui Seo și la împrăștierea familiei acestuia. Jang Geum și mama ei fug, dar mama ei este rănită mortal de către dușmanii lor. Înainte de moarte, ea îi spune lui Jang-Geum ultima ei dorință, aceea ca ea să devină Prima Doamna la Bucătăria Regală și să scrie în Cartea Primelor Doamne de la Bucătărie nedreptatea făcută asupra ei. (Acest lucru a fost îndeplinit în timpul episoadelor de mai târziu al seriei, unde Jang-Geum a plâns în timp ce a scris acest lucru.)
Jang-Geum reușește să intre în palat. Prin curajul, curiozitatea, talentul, bunătatea și determinarea ei, ea o ajută pe Doamna Han Baek-Young (cea mai buna prietena a mamei sale, lucru pe care ea îl descoperă mult mai târziu), pentru a deveni Prima Doamna a Bucătăriei. Ea trece prin multe încercări și este invidiată, deoarece este mai inteligenta decât alte ucenice. Jang-Geum continuă să gătească cu filozofia că obiectivul de a găti este acela de a aduce sănătate și fericire persoanei ce mănâncă. O conspirație condusă de doamna Choi și de nepoata ei Geum-Yeong, precum și oficiali de rang înalt și negustorul Pan-Choi Sul (fratele doamnei Choi), cu scopul de a păstra monopolul asupra livrărilor la Bucătăria Regală, au ca rezultat exilarea doamnei Han și a lui Jang-Geum în insula Jeju ca sclave, pe baza unor acuzații false de trădare. În drum spre insula Jeju, epuizată, doamna Han moare. Înapoi în palat, doamna Choi o înlocuiește și devine Marea Doamna de la bucătărie.
În timp ce Jang-Geum este pe Insula Jeju, o întâlnește pe Jang-Deok, pe care o crezuse o fosta sclavă. Ea descoperă că Jang-Deok este un medic celebru. Natura și pragmatismul acesteia, inițial o ofensează, dar află că ea este dedicata pentru salvarea vieților omenești. Jang-Geum află că femeile medic competente, pot lucra în Palat printr-un proces de selecție riguros. Ea își dă seama că este singurul mod în care poate reveni la palat pentru a le răzbuna pe mama ei și pe doamna Han. În urma sfaturilor lui Jang-Deok, ea învață medicină, iar perseverența și tenacitatea fac din ea o infirmieră competentă. În încercarea sa de a deveni infirmieră de medicină generală, ea trebuie să scape de ea însăși și de ura din inima ei și să îmbrățișeze cu adevărat virtuțile de a fi un medic. Învată acest lucru și reintră în palat.
Ea vine față în față cu Geum-Yeong, care a devenit Prima Doamna de la Bucătărie. Predecesoarea ei, nemiloasa doamnă Choi, a devenit Marea Doamnă, cea mai înaltă poziție pe care o poate deține o doamnă de la palat. În ceea ce privește complotul de care vrea să scape odată pentru totdeauna, relația lui Jang Geum cu ofițerul Min Jung-ho (care este acum parte a cabinetului regal) se intensifică. Cea mai bună prietena a lui Jang Geum, Yeon-Sang, devine concubină a regelui. Jang-Geum a diagnosticat în mod corect că regele suferă de boala Behçet și nu de febră tifoidă. Printr-un proces de interogare dramatică, faptele săvârșite de doamna Choi și subordonații acesteia sunt descoperite, ducând la distrugerea familiei Choi și a oficialilor de rang înalt (exemplu fiind prim-ministrul Oh). Doamna Choi a murit în timp ce încerca să recupereze o eșarfă de pe o stâncă, conform unei premoniții din copilăria ei.
Prin devotamentul ei față de familia regală, perseverență și calificare, Jang Geum a fost recunoscută ca fiind cel mai bun medic de la palat. Jang Geum a diagnosticat în mod corect regina ca având doi fetuși morți în pântecele ei, salvând viața acesteia. De asemenea a convins-o pe Regina Mama să urmeze un tratament medical și a descoperit cauza principală a bolii cronice a regelui.
Regele se îndrăgostește de Jang-Geum, dar se abține de la a o face concubină regală pentru că înțelege că Jang-Geum iubește medicina. Ca o recunoaștere a realizărilor sale și din dorința de o păstra alături de el, Regele o face medic personal, care ii oferă titlul de "Dae" (care înseamnă "cel Mare"), precum și poziția oficială a treia din rangul al nouălea (în cazul în care cel mai mic rang oficial este al nouălea).
Decizia regelui este primită cu înverșunare de cărturari și miniștri, deoarece având o femeie în elita birocrației de la Palat reprezintă o sfidare deschisă și fără precedent. Jang-Geum, înțelegând că ea ar putea afirma drepturile și capacitatea femeilor, prin acceptarea postului, fără tragere de inimă face acest lucru. Jung-ho, acordând sprijinul său ferm în promovarea ei, este pus sub acuzare pentru că merge împotriva învățăturilor academice și va fi exilat. Ei sunt astfel separați.
În ciuda îngrijirii atente oferite de către Jang-Geum, Regele intră în stare critică. El nu mai putea fi tratat cu acupunctură sau cu medicamente. Ca o ultimă soluție, Jang-Geum a sugerat intervenția chirurgicală (pentru care ea deja a descoperit o anestezie). Oficialii curții au fost îngroziți de abordarea ei revoluționară, care a fost o raritate, în plus, Regele fiind considerat prea sacru pentru a i se permită să sângereze. Deși Regele a crezut în ea, el a fost preocupat de faptul că ar trebui să nu se intervină chirurgical, caz în care Jang Geum ar fi fost omorâtă.
Cu deteriorarea stării sale, regele știa că sfârșitul îi este aproape, dar a fost mult mai îngrijorat de soarta lui Jang Geum. Pentru a o proteja, regele a trimis-o departe, împotriva voinței ei, permițându-i să se căsătorească cu Jung-ho și să scape de la palat. S-au căsătorit și au trăit împreună timp de 8 ani, cu fiica lor. Toate acestea în timp ce, Jang Geum și Jung-ho sunt obligați să ducă o viață de vagabonzi, cu detractorii în căutarea ei, de la moartea regelui Junjong. Cu toate acestea, Jang-Geum continuă sa trateze pacienții peste tot unde se duce.
Ca urmare, aceștia au fost identificați în cele din urmă și duși la palat. În loc să fie pedepsiți, ambii au fost reintroduși de către Regină Mamă - fostă Regină Munjeong care a favorizat-o pe Jang Geum atunci când ea era infirmieră, iar acum îi dă o putere enormă. Jang-Geum constată că toți prietenii ei au funcții în palat, palatul fiind mult mai pașnic decât în perioada Choi. Jang-Geum și Jung-ho se tem de politica de palat și decid să avanseze. Povestea se termină cu faptul că Jang-Geum efectuează prima cezariană din Coreea.

## Fapte
1. Regina Munjeong a fost o figura majoră istorică în istoria coreeană. Ea a condus Coreea în umbră cu putere absolută, timp de 8 ani, prin intermediul fiul ei. Astfel, Jang Geum nu a fost singura femeie care a rupt barierele inegalității de gen și discriminările sexuale. O notă a acestui lucru a fost menționată în serie. Regina Munjeong a fost jucată de Park Jeong-Sook.
2. Jang Geum este singurul medic personal al regelui de sex feminin. Chiar și până în prezent, medicii personali ai președintelui sunt bărbați.
3. Geum-Young și Doamna Choi au existat în istorie. Cu toate acestea, istoria Curții Regale o descrie pe Doamna Choi mai rău decât în film. În afară de a face viața lui Jang Geum mizerabilă, ea chiar ar fi forțat-o pe Geum-Young să devină concubina regelui.

## Conexiuni istorice
Dae Jang Geum a fost o persoană reală. Ea apare în Analele dinastiei Joseon, precum și într-un document medical al timpului. Cu toate acestea, descrierile și referirile la ea sunt rare și, în cea mai mare parte, scurte. Mulți afirmă că Dae Jang-Geum a fost prima femeie medic personal al regelui în istoria Coreei. Cu toate acestea, au fost (și sunt încă, în zilele noastre), unii care continuă să creadă că Dae Jang-Geum este doar un personaj fictiv creionat de diferitele mențiuni ale unor medici de sex feminin, în Anale.

## Succesul comercial
Dae Jang Geum a cunoscut succesul extins în Asia, în locuri cum ar fi Iran, China, Taiwan, Hong Kong, Malaysia, Singapore, Brunei, Japonia, Indonezia, Filipine, Thailanda, Vietnam. De asemenea acesta a rulat și în Australia, SUA, România, Canada Israel.Și Republica Moldova

## Cast
- Lee Young Ae as Seo Jang Geum
  - Jo Jung Eun as young Jang Geum
- Ji Jin Hee as Min Jung Ho
- Hong Ri-Na as Choi Geum Young
  - Lee Se Young as young Geum Young
- Im Ho as King Jungjong
- Eom Yoo Shin as Dowager Queen Jasun
- Park Jung Sook as Queen Munjeong
- Yang Mi Kyung as Court Lady Han Baek Young (Jang Geum's teacher)
- Kyun Mi Ri as Court Lady Choi Sung Geum (Geum Young's aunt)
- Yeo Woon Kye as Court Lady Jung Mal Geum
- Park Jung Soo as Head Lady Park Yong Shin
- Park Eun Hye as Lee Yeon Saeng
- Lee Ip Sae as Yoon Young Ro
  - Kim Han Bi (김한비) as young Young Ro
- Lee Hye Sang as Jo Bang
  - Kim So Young as young Jo Bang
- Jun In Taek as Doctor Jung Yoon Soo
- Choi Ja Hye as Chang Yi
  - Joo Da Young as young Chang Yi
- Kim Do Yun as Shi Yeon
- Lee Seung Ah as Eun Bi
- Kim Min Hee as Bi Sun
- Han Ji Min as Shin Bi
- Lee Se Eun as Park Yeol Yi
- Jun Soo Yeon as Cho Bok
- Kang Jung Hwa as Jo Dong
- Park Eun Soo as Shin Ik Pil
- Ji Sang Ryul as Jo Chil Bok
- Kim Hye Sun as Park Myung Yi (Jang Geum's mother)
- Park Chan Hwan as Seo Chun Soo (Jang Geum's father)
- Jo Kyung Hwan as Oh Gyum Ho
- Lee Hee Do as Choi Pan Sool (Lady Choi's brother)
- Kim Yeo Jin as Jang Duk (physician lady from Jeju)
- Maeng Sang Hoon as Doctor Jung Woon Baek
- Im Hyun Sik as Kang Duk Goo (Jang Geum's adoptive father)
- Geum Bo Ra as Na Joo Daek (Duk Goo's wife)
- Shin Gook as Eunuch Jang Beon
- Lee Sang Chul (이상철) as Goo Man
- Kim So Yi as Court Lady Min Mi Geum
- Na Sung Kyoon as Yoon Mak Gye
- Ahn Yeo Jin as court lady
- Baek Hyun Sook as In Dong
- Jung Ki Sung as Yeonsangun
- Won Duk Hyun
- Han Young Kwang
- Seo Bum Shik
- Han Young Sook
- Moon Hoe Won